# Jozef Klaassen
Jozef Klaassen (Thames, Nieuw-Zeeland, 5 maart 1983) is een Nederlandse roeier. Hij nam tweemaal deel aan de Olympische Spelen, maar won hierbij geen medailles.
Klaassen vertegenwoordigt Nederland op de Olympische Spelen van 2008 in Peking. Samen met Olivier Siegelaar, Rogier Blink, Meindert Klem, David Kuiper, Mitchel Steenman, Olaf van Andel, Diederik Simon, Peter Wiersum (stuurman) kom hij uit in de Holland Acht. Het team plaatste zich op de Spelen zich via de herkansing voor de finale. In de finale greep het team met een vierde net naast een medaille.
Bij de Olympische spelen in Londen plaatst hij zich opnieuw met de acht voor de finale waarin uiteindelijke een vijfde plek behaald wordt.
Klaassen heeft zich de Olympische Spelen in Rio de Janeiro tot doel gesteld in 2016, maar dit is geen pad zonder hindernissen. Na de Spelen in Londen nam Klaassen bijna een jaar afstand van het roeien, om daarna in de skiff te stappen.
Uiteindelijk belandt Klaassen toch weer bij de roeibond in de Holland Acht, maar dit loopt minder voorspoedig dan gehoopt.

## Titels
- Nederlands kampioen (acht met stuurman) - 2008

## Palmares

### skiff
- 2003:  Australische kampioenschappen U21
- 2014: 5e Wereldbeker in Sydney - 7.07,04

### twee zonder stuurman
- 2007: 10e Wereldbeker in Amsterdam - 6.36,83

### vier zonder stuurman
- 2005: 7e WK onder 23 jaar in Amsterdam - 6.31,69
- 2011: 11e Wereldbeker in München - 6.03,44
- 2011: 10e Wereldbeker in Luzern - 6.02,12
- 2011: 6e WK in Bled - 6.11,82

### acht met stuurman
- 2008: 7e Wereldbeker in München - 6.04,43
- 2008: 8e Wereldbeker in Luzern - 5.42,85
- 2008:  Olympisch Kwalificatietoernooi
- 2008: 4e Olympische Spelen in Peking - 5.29,26
- 2009:  Wereldbeker in Luzern  - 5.37,99
- 2009:  WK in Poznan - 5.28,32
- 2010:  Wereldbeker in Bled - 5.37,74
- 2010: 4e WK in Karapiro - 5.37,03
- 2012:  Wereldbeker in Belgrado - 5.30,21
- 2012: 4e Wereldbeker in Luzern - 5.31,45
- 2012: 5e Olympische Spelen in Londen - 5.51,72
- 2014: 7e EK - 5.32,05
- 2014: 7e Wereldbeker in Luzern - 5.45,29

Olivier Siegelaar · 
Rogier Blink · 
Jozef Klaassen · 
Meindert Klem · 
David Kuiper · 
Reinder Lubbers ·  
Mitchel Steenman · 
Olaf van Andel · 
Diederik Simon · 
Peter Wiersum (stuurman)
Rogier Blink · 
Roel Braas · 
Sjoerd Hamburger · 
Jozef Klaassen · 
Olivier Siegelaar · 
Diederik Simon · 
Mitchel Steenman · 
Matthijs Vellenga · 
Peter Wiersum (stuurman)
1. ↑  Klaassen werd 4e op de Head of the Charles in Boston, 1 seconde achter Mahe Drysdale: https://www.regattacentral.com/regatta/results2/eventResults.jsp?job_id=3016&event_id=58. Gearchiveerd op 29 augustus 2023.
2. ↑  Klaassen wordt ook 4e op de Silverskiff en verslaat daarmee Roel Braas. (https://web.archive.org/web/20131117183431/http://nlroei.nl/artikelen/2013-11-klaassen-verslaat-braas-tijdens-silverskiff)